# Вейберн (Саскачеван)
 Ве́йберн  (англ. Weyburn) — містечко (15,78 км²) в провінції Саскачеван у Канаді. Містечко налічує 9 433 мешканців (2001) (597,7/км²). 

## Клімат
Містечко знаходиться у зоні, котра характеризується вологим континентальним кліматом з теплим літом. Найтепліший місяць — липень із середньою температурою 19.6 °C (67.2 °F). Найхолодніший місяць — січень, із середньою температурою -13.5 °С (7.7 °F).
| Клімат Вейберна         | Клімат Вейберна | Клімат Вейберна | Клімат Вейберна | Клімат Вейберна | Клімат Вейберна | Клімат Вейберна | Клімат Вейберна | Клімат Вейберна | Клімат Вейберна | Клімат Вейберна | Клімат Вейберна | Клімат Вейберна | Клімат Вейберна |
| Показник                | Січ.            | Лют.            | Бер.            | Квіт.           | Трав.           | Черв.           | Лип.            | Серп.           | Вер.            | Жовт.           | Лист.           | Груд.           | Рік             |
| Абсолютний максимум, °C | 11,5            | 16              | 23,5            | 32,2            | 37,5            | 40,5            | 42,5            | 40              | 38              | 31,1            | 24              | 14,5            | 42,5            |
| Середній максимум, °C   | −8,2            | −5,4            | 1,4             | 11,9            | 18,6            | 23,2            | 26,5            | 26,2            | 19,6            | 11,4            | 0,8             | −6,1            | 10              |
| Середня температура, °C | −13,5           | −10,5           | −3,6            | 5,2             | 11,7            | 16,7            | 19,6            | 18,8            | 12,5            | 5,1             | −4,2            | −11,1           | 3,9             |
| Середній мінімум, °C    | −18,8           | −15,6           | −8,7            | −1,5            | 4,8             | 10,1            | 12,7            | 11,4            | 5,5             | −1,3            | −9,1            | −16,2           | −2,2            |
| Абсолютний мінімум, °C  | −42,2           | −41             | −41,1           | −30,6           | −13,3           | −3,9            | −2,2            | −2,2            | −13,3           | −20,6           | −34             | −42             | −42,2           |
| Норма опадів, мм        | 19.7            | 11.9            | 22.2            | 27.6            | 56.8            | 75.5            | 66.1            | 47.5            | 33.2            | 24.2            | 18.5            | 20.8            | 423.9           |
| Днів з опадами          | 11,1            | 9,2             | 9,1             | 9,4             | 12,5            | 15,1            | 13              | 11,1            | 10,1            | 8,6             | 8,5             | 11,4            | 129,1           |
| Днів з дощем            | 0,4             | 0,6             | 2,5             | 6,9             | 12,5            | 16,3            | 14              | 12,5            | 10,4            | 7,7             | 1,6             | 0,7             | 86,2            |
| Днів зі снігом          | 10,9            | 8,7             | 7,6             | 3,3             | 0,6             | 0               | 0               | 0               | 0,4             | 2               | 7,3             | 10,9            | 51,7            |
| ----------------------- | --------------- | --------------- | --------------- | --------------- | --------------- | --------------- | --------------- | --------------- | --------------- | --------------- | --------------- | --------------- | --------------- |
| Джерело: Weatherbase    |                 |                 |                 |                 |                 |                 |                 |                 |                 |                 |                 |                 |                 |

## Видатні люди
Певний час тут мешкав канадський політичний діяч Томмі Дуглас. 
Народились
- Тайгер Вільямс — канадський хокеїст.
- Браян Марчинко — канадський хокеїст.

## Галерея

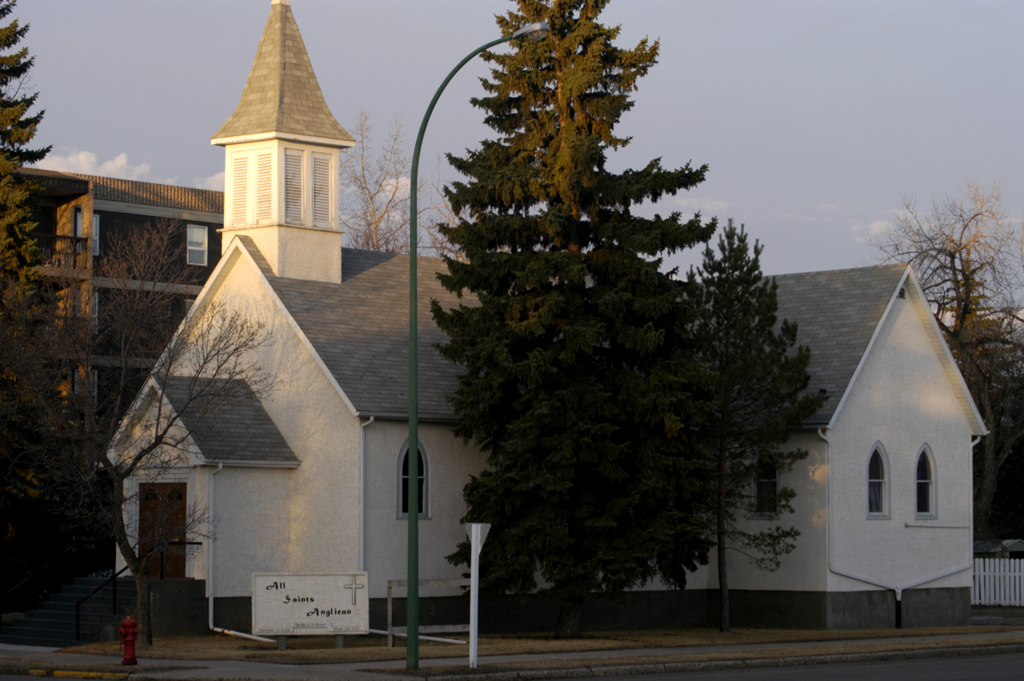
Церква Всіх Святих
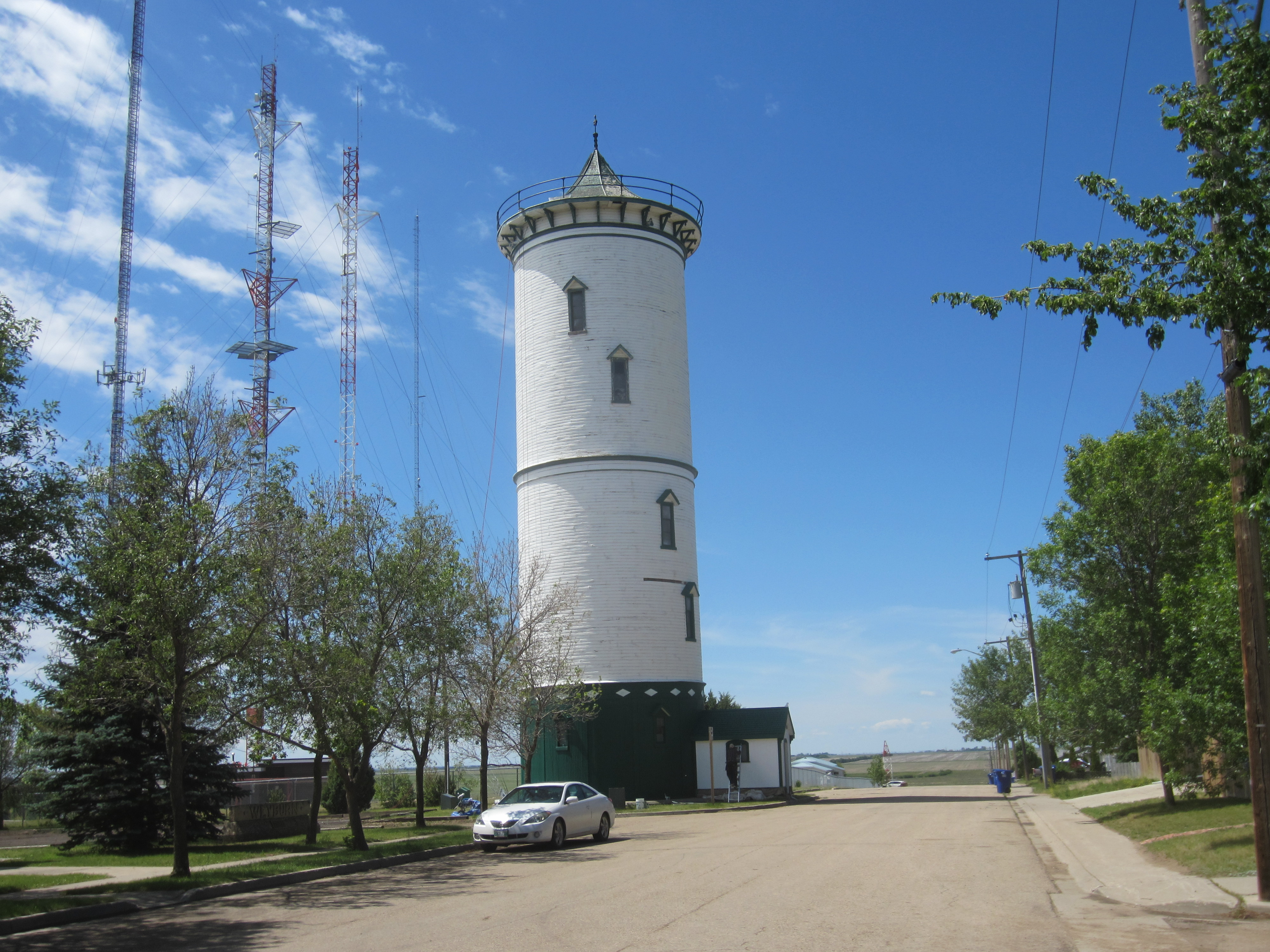
Водонапірна вежа
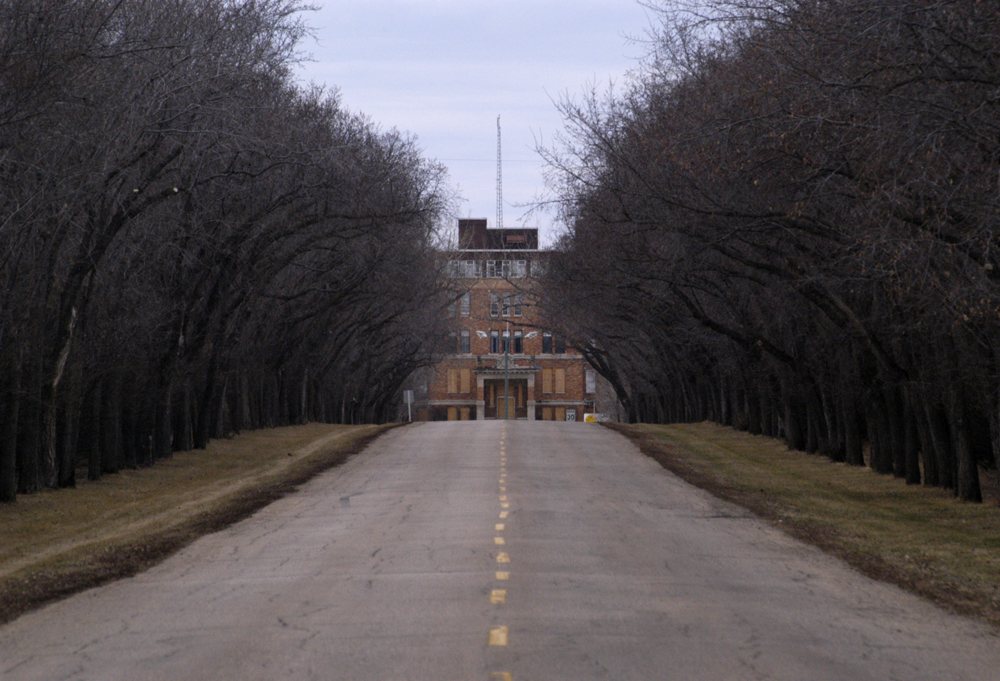
Психіатрична лікарня